# Црначки популизам
Пратећи колапс ере реконструкције, Афроамериканци су креирали на широкој основи независан политички покрет на југу — Црначки популизам (енгл. Black Populism).

## Почеци
Између 1886. и 1898. фармери црнци, земљорадници и пољопривредни радници су организовали њихове заједнице да се боре за подижућу струју закона Џимa Кроуа. Како се Црначки популизам усталио и израстао у регионалну силу, наишао је на јак отпор од стране белих земљорадника и пословне елите, који су кроз Демократску партију из својих повезаних мрежа судова, милиција, шерифа и новина, држали под контролом регион. Насиље против Црначког популизма је организовано кроз Кју-Клукс-клан, заједно са осталим белачким терористичким групама у намери да зауставе или преузму офанзиву према црначким цивилима и политичким правима.

## Циљеви
Упркос опозицији, црначки популисти су предузимали широк спектар активности:
- успостављање фармерских размена
- повећање новца за школе
- издавање новина
- лобирање за боље законодавство
- бојкот против пољопривредних трустова
- извршавање напада за боље плате
- протестовање против робовласничког система и линчовања
- захтевање црначких поротника у случајевима који укључују црначке браниоце
- промовисање локалних политичких реформи и супервизија федералних избора
- вођење независних и повезаних кампања

Црначки популизам се изразио у различитим пољопривредним организацијама, укључујући и Обојена пољопривредна возила, Радничке витезове, Кооперативне раднике Америке и Алијансу обојених фармера. Међутим суочавајући се са лимитима у покушајима имплементације њихових реформи одсуства напада изборних процеса, црначки популисти помогли су лансирању Народне партије и користили леви центар Републиканске партије у повезаним кампањама. (Данас, након померања Републиканске партије удесно и Демократска партија на југу је била напуштена од стране белаца Државно правне демократске партије која је имала супротне интеграције током шездесетих година 20. века , већина Афроамериканаца који су гласали, дали су своје гласове Демократској партији.)

## Отпор и неуспех
Касних деведестих година 19. века, поред сталних напада пропаганда упозоравајуће кампање „друге обнове“ и „црначког правила“ и физичког застрашивања, насиља и атентата лидера и активиста – покрет је срушен. Кључна фигура у нападу на црначки популизам био је Бен Тилман, лидер покрета белих фармера Јужне Каролине. Као реалистички политичари, јужни популисти су знали да су имали само две могуће алтернативе у борби против Бурбонске демократије. Они морају да бирају између покушаја да освоје гласове црнаца или њихове тоталне елиминације. Тилманова група у Јужној Каролини изабрала је другу методу. Они су комплетно одреаговали на црначко питање и подржали Бурбонце у оповргавању принципа 15. Амандмана. Популисти су тражили да победе гласове црнаца или кроз спајање са републиканском мањином или кроз издизање проблема жалби на фармере црнце.
Није било случајно да су јужно тропартијски покрети били најјачи у оним државама где се нису тражили само гласови црнаца већ и активна подршка црнцима. Опажање да су Афроамериканци некако издали популизам прогањало је Народну странку Џорџије од самог почетка. Популисти су схватили важност политике црнаца. 40000 републичких гласача, уважавајуће већине били су бивши кметови. Да су гласови белаца подељени можда би одлучили исход било којих државних избора. Али терен је подлегао предвиђањима. Како су популисти имали предност гласова без губитка белих? Како су суздржали белце да подрже „партију црнаца“? Један покушај морао би бити учињен да би победили црнце. То је била ризична схема али је садржала степен преседана у политици државе. Седамдесетих и осамдесетих година 19. века демократе и независни чланови су некад користили исте методе када су се делили гласови белаца. Током тих дана много белаца је било спремно да дозволи Афроамеричким мушкарцима своје гласачке листиће, поготово када би некад могли да буду купљени за мало новца.
Црначки популизам је уништен, означавајући крај организованог политичког отпора при повратку белаца на југу током 19. века. Било како било, Црначки популизам стоји за највеће независно политичко противљење на југу до појаве модерних грађанско-правних покрета.